# Catherine de Bragance
Ne doit pas être confondu avec Catherine de Portugal.
Titre
Reine consort d'Angleterre,
 d'Écosse et d'Irlande
23 avril 1662 – 6 février 1685
(22 ans, 9 mois et 14 jours)
Signature
Catherine Henriette de Bragance, née le 25 novembre 1638 à Vila Viçosa et morte le 31 décembre 1705 à Lisbonne, est une infante de Portugal puis reine d'Angleterre et d'Écosse après son mariage avec le roi Charles II d'Angleterre, enfin régente du Portugal pour son frère Pierre II. Elle repose aujourd'hui dans l'église de São Vicente de Fora.
Elle est née à Vila Viçosa, au palais ducal résidence des ducs de Bragance, au Portugal, fille du roi Jean IV de Portugal (alors duc de Bragance) et de Louise de Guzman. Après la mort de sa sœur aînée, la princesse Jeanne (1636-1653), elle prend le titre de princesse de Beira. Ses frères furent les rois Alphonse VI de Portugal et Pierre II de Portugal.

## Biographie

### Projets de mariage
Le Portugal s'étant rendu indépendant de l'Espagne, son père accède au trône le 1er décembre 1640. Cherchant à asseoir son pouvoir et à renforcer l'indépendance du pays, Jean IV a cherché à établir des alliances. Le moyen le plus simple était de marier ses enfants avec des princes et princesses étrangères. Dès huit ans, on projette de marier Catherine avec Juan José d'Autriche, fils bâtard de Philippe IV d'Espagne ; puis avec le duc de Beaufort, petit-fils d'Henri IV de France. Ces négociations n'aboutirent pas.
On évoqua aussi un mariage avec Louis XIV. Un ambassadeur français, le comte de Cominges, fut même envoyé à Lisbonne. Mais cette union habilement planifiée par Mazarin, fut surtout un moyen d'obliger l'Espagne à faire la paix avec la France. Mazarin abandonna l'idée dès qu'il eut ce qu'il voulait et que le contrat de mariage avec l'infante d'Espagne, Marie-Thérèse d'Autriche, fut signé.

### Contrat de mariage
C'est en 1661, alors que Jean IV est mort et que sa femme assure la régence que le mariage de Catherine avec Charles II d'Angleterre est évoqué.
Le 18 août 1661, le contrat de mariage est approuvé par le Conseil d'État. Un traité de paix est signé par lequel la ville de Tanger et l'île de Bombaim (dans les Indes orientales) passent aux mains des Anglais. Depuis ces ports la flotte anglaise serait ainsi plus à même de porter secours aux comptoirs portugais des Indes. Les Anglais reçoivent aussi des privilèges au Brésil.
Le contrat est signé par l'Angleterre le 23 juin 1661 en présence de l'ambassadeur, comte de Ponte et marquis de Sande, Francisco de Melo e Torres. Même si la régence est satisfaite de cette signature, le peuple réagit mal à la perte de Tanger et Bombaim.
Une flotte anglaise vient chercher la future reine et débarque à Portsmouth le 24 avril 1662. C'est là qu'elle épouse Charles II, le 3 mai 1662 (13 mai dans le calendrier grégorien). Ce mariage n'est pas un choix particulièrement judicieux puisque, catholique romaine, ne pouvant prendre part à un service religieux anglican, Catherine ne sera jamais couronnée reine. Elle fera en sorte que son mari abjure l'anglicanisme.
Le 30 septembre 1662, les époux reviennent à Londres.

### Règne
Catherine n'a jamais mis au monde un héritier en vie, bien qu'elle eût eu plusieurs grossesses, la dernière en 1669. Charles a continué à avoir des enfants de ses nombreuses maîtresses (l'une d'elles, Barbara Castlemaine, fut même nommée dame de compagnie de sa femme) négligeant sa femme mais il insistait pour qu'elle soit traitée avec respect, et refusant de divorcer. Cette position était difficilement tenable comme le prouve la correspondance avec son frère et sa mère. De plus, Catherine n'était pas populaire en Angleterre à cause de sa religion. On va jusqu'à l'accuser de vouloir assassiner le roi. Ce fut cependant le contraire aux colonies d'Amérique où elle était très populaire. Le nom du village de Queens à New York (aujourd'hui l'un des cinq arrondissements de la ville de New York) aurait été donné en hommage à cette dame par le duc d'York. Elle aurait laissé à l'Angleterre la coutume de boire du thé et la marmelade.

### Veuvage
À la mort de Charles II, le 16 février 1685, Catherine reste en Angleterre sous le règne de Jacques II d'Angleterre et retourne au Portugal sous le règne de Guillaume III et de Marie II après la Glorieuse Révolution.
Elle embarque le 29 mars 1692, parcourant la France et l'Espagne. Elle s'installe à Lisbonne en 1693, dans le palais de Bemposta. C'est de là qu'elle assume à deux reprises la régence : en 1704, lorsque Pierre II de Portugal part en guerre pour la succession au trône d'Espagne, puis en 1705, quand le roi tombe malade.
Elle décède à Lisbonne en 1705.

### Iconographie
- On trouve dans les Galeries historiques de Versailles son portrait gravé par Ephraïm Conquy (décennie 1830).